# Crizanlizumab
Il crizanlizumab, venduto con il nome commerciale prevalente di Adakveo, è un anticorpo monoclonale umanizzato che si lega alla P-selectina ed è usato per ridurre la frequenza delle crisi vaso-occlusive nei pazienti di età pari o superiore a 16 anni affetti da anemia drepanocitica; la P-selectina svolge un ruolo cruciale nel'innesco di questi attacchi.

## Storia
La Food and Drug Administration (FDA) ha approvato la messa in vendita del crizanlizumab nel novembre 2019; ciò sulla base dei risultati di uno studio clinico (NCT01895361) riguardante 132 individui con anemia drepanocitica e con una storia clinica di crisi vaso-occlusive. Lo studio fu condotto in oltre 60 siti dislocati tra Stati Uniti, Brasile e Giamaica. La FDA ha autorizzato l'iter accelerato di approvazione del farmaco e gli ha assegnato lo status di farmaco orfano. La stessa FDA ha acconsentito alla commercializzazione del crizanlizumab da parte della casa farmaceutica Novartis.

## Uso medico
Il crizanlizumab è indicato per la prevenzione delle crisi vaso-occlusive ricorrenti nei pazienti di 16 o più anni di età affetti da anemia drepanocitica; può essere somministrato anche come terapia adiuvante insieme ad idrossiurea/idrossicarbamide, oppure in monoterapia nei pazienti per i quali la cura con idrossiurea e idrossicarbamide si rivela inefficace o non effettuabile.
Le crisi vaso-occlusive sono manifestazioni molto dolorose e ricorrenti negli individui con anemia drepanocitica; esse si verificano quando la circolazione sanguigna è ostruita dagli eritrociti che si irrigidiscono e prendono la forma di una falce (normalmente hanno una forma rotonda e una consistenza flessibile, ma talvolta molti eritrociti in una persona affetta da anemia falciforme possono diventare rigidi e crescere di dimensioni, diventando bislunghi, per via dell'eccessiva polimerizzazione dell'emoglobina).
L'anticorpo è somministrato endovena mediante iniezione. I più frequenti effetti collaterali sono artralgia, nausea, mal di schiena, febbre e dolori addominali.